# José Lambert Filho
José Lambert Filho CSS (Igarapava, 15 de março de 1929 — Sorocaba, 26 de fevereiro de 2007) foi um bispo católico brasileiro. Foi bispo da Diocese de Itapeva, em São Paulo, entre 1975 e 1980, bispo coadjutor e administrador apostólico da Diocese de Sorocaba, entre 1980 e 1981, e o primeiro arcebispo da Arquidiocese de Sorocaba, entre 1981 a 2005, quando se aposentou.

## Biografia
Cursou Filosofia e Teologia, no Seminário Maior Estigmatino "São Gaspar Bertoni". Sendo ordenado sacerdote na Catedral de Ribeirão Preto, aos 10 de janeiro de 1954, por Dom Luís do Amaral Mousinho. Passando seus primeiros anos como sacerdote naquela cidade, lecionando filosofia e línguas no Seminário de sua Congregação até 1961.
Foi reitor do Colégio Santa Cruz, em Rio Claro, nos anos de 1962 e 1963. No anos seguinte iniciando seus trabalhos de apostolado paroquial, como vigário de Casa Branca, de São Caetano do Sul em 1965, e Brasília de 1966 a 1968. Em novembro de 1968, foi eleito superior da Província Estigmatina de Santa Cruz (Brasil), cargo ocupado até janeiro de 1975.

## Episcopado

### Itapeva
Recebeu o chamado do Papa Paulo VI, para o episcopado, sendo então designado bispo diocesano de Itapeva. Recebendo a sagração episcopal na cidade de Rio Claro, em 19 de março de 1975, na festa de São José, das mãos do núncio apostólico Dom Carmine Rocco, auxiliado por Dom Hélio Pascoal, CSS, bispo de Livramento de Nossa Senhora, e Dom Antônio de Sousa, CSS, bispo coadjutor de Assis. Permaneceu à frente daquela diocese até dezembro de 1979.

### Sorocaba
Dom José Lambert, inicialmente tomou posse em Sorocaba, como bispo coadjutor e administrador apostólico, aos 20 de janeiro de 1980, por nomeação do Papa João Paulo II. A cerimônia realizada no Ginásio Municipal de Esportes de Sorocaba, foi presidida por Dom Frei Paulo Evaristo Cardeal Arns, OFM, Cardeal-Arcebispo de São Paulo. No dia 20 de maio de 1981, assume a Diocese de Sorocaba, tornando-se seu terceiro bispo diocesano.
Com a elevação da diocese a arquidiocese e sede metropolitana, aos 29 de abril de 1992, pela bula "Brasiliensis Fidelis", do Papa João Paulo II, Dom José Lambert torna-se o primeiro arcebispo metropolitano de Sorocaba, tendo sob sua responsabilidade canônica a província eclesiástica local. Permaneceu à frente da Igreja de Sorocaba por 25 anos. Período ao qual, também presidiu a Fundação Dom Aguirre, sendo responsável direto pela implantação da Universidade de Sorocaba (Uniso). O lema de seu episcopado foi “Sentir com a Igreja”. Trabalhou na organização do Centro de Pastoral e celebrou os 60 anos de criação da Diocese de Sorocaba.
Durante seu episcopado, foram construídos: o Centro Arquidiocesano de Pastoral "Dom José Melhado Campos"; O Seminário Arquidiocesano "São Carlos Borromeu", no bairro de Aparecidinha; e a Cidade Universitária, na rodovia Raposo Tavares. Tambem Implantou-se o Instituto Superior Arquidiocesano de Teologia "Papa João Paulo II", e instalou-se em 1998, a Diocese de Itapetininga, desmembrada do território da Arquidiocese de Sorocaba.
Em 2005, passou a ser bispo emérito de Sorocaba, quando se aposentou, passando a residir em Tietê. Dom José Lambert faleceu em Sorocaba, aos 26 de fevereiro de 2007, vítima de um infarto, sendo velado e sepultado na Catedral Metropolitana de Sorocaba, após a missa solene de corpo presente.